# Securigera
Securigera  es un género de plantas con flores perteneciente a la familia de las fabáceas. Fue segregado del género Coronilla.

## Especies
- Securigera atlantica Boiss. & Reut.
- Securigera carinata Lassen
- Securigera charadzeae (Chinth. & Tschuchr.) Czerep.
- Securigera cretica (L.) Lassen
- Securigera elegans (Pancic) Lassen
- Securigera globosa (Lam.) Lassen
- Securigera grandiflora Lassen
- Securigera libanotica (Boiss.) Lassen
- Securigera orientalis (Mill.) Lassen
- Securigera parviflora (Desv.) Lassen
- Securigera securidaca (L.) Degen & Dorfl. - encorvada, hierba de la segur[2]
- Securigera somalensis (Thulin) Lassen
- Securigera varia (L.) Lassen[3]

## Fitoquímica
Se han aislado lignoides tipo benzofurano (Securigranos I - IV) de Securigera securidacea